# Totor (géant processionnel)

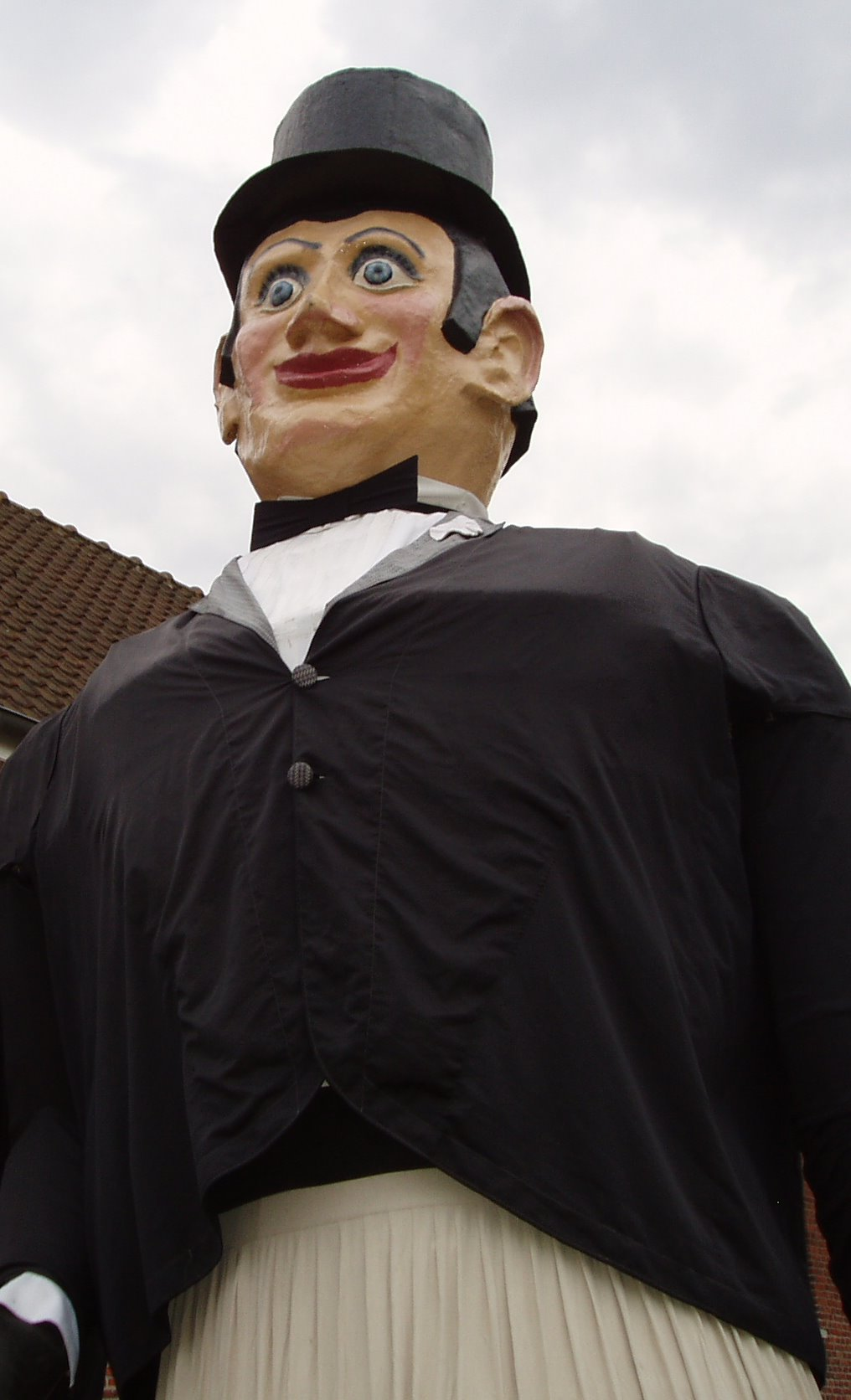
Les attributs de Totor sont le haut-de-forme, le nœud papillon et le smoking noir.

Totor est un géant de processions et de cortèges  de Steenwerck (Nord).

## Historique
Le géant fut inauguré en 1933 à l'initiative de 3 jeunes musiciens. Une chanson populaire de l'époque avait pour titre "Totor, t'as tort". Avec quelques arrangements locaux, elle devint "la chanson de Totor" qui donna son nom au géant. Son corps était en bois, fourni et coupé par le menuisier du village et cintré par le tonnelier. Sa tête en carton avait été achetée à Lille et ramenée à Steenwerck à bicyclette. Son chapeau haut de forme était fait de cordes de piano assemblées et recouvertes d'une toile noire raidie. Il portait au bras un parapluie. Il mesurait 4,75 m et pesait 60 kg. Il disparut pendant la Seconde Guerre mondiale
Plus petit que son aîné et installé sur un char, Totor 2 vit le jour en 1947. Une chaîne de montre reliait la poche de sa redingote au premier des deux boutons qui la fermaient. Il portait une jupe de toile à carreaux noirs et blancs. Les fêtes populaires disparaissant, il prit sa retraite dans une remise où l'humidité et les rongeurs mirent fin à son existence.
Réalisé en 1978 par le vannier du village, Totor 3 mesure 5,70 m, pèse 120 kg habillé (93 kg nu) et est porté par 5 porteurs. Ses vêtements se composent d'un plastron en ottoman à dix plis plats, d'un nœud papillon noir, d'une veste de tergal noire et d'une jupe de nylon beige. Depuis plusieurs années, il laisse son parapluie au vestiaire. Il passe maintenant une retraite bien méritée au Musée de la Vie Rurale de Steenwerck.
Entièrement réalisé à l'identique de Totor 3, Totor 4 a vu le jour le 24 septembre 2006. 

## Caractéristiques
Silhouette noire et blanche, Totor arbore un haut-de-forme, un nœud papillon, un smoking et des gants. Il a les yeux écarquillés et, pratiquement, la seule variante de couleur est le rouge de ses lèvres qui souligne son léger sourire... ou sa satisfaction. 
Comme pour tous les géants d'une telle taille, son équipe d'accompagnateurs doit comporter au moins une personne chargée de soulever les fils électriques lors de son passage.
La « journée Stop » à Steenwerck est inscrite à l'Inventaire du patrimoine culturel immatériel français depuis 2013.